# Arctosa edeana
Arctosa edeana este o specie de păianjeni din genul Arctosa, familia Lycosidae, descrisă de Roewer, 1960.
Este endemică în Camerun. Conform Catalogue of Life specia Arctosa edeana nu are subspecii cunoscute.